# Київ Музик Фест

Логотип фестивалю

Київ Музик Фест (англ. Kyiv Music Fest) — щорічний міжнародний український музичний фестиваль який представляє обличчя сучасної української музики і має мету включити українську музики в контекст світового мистецтва. Співзасновниками фестивалю є Мінкультури України та Національна спілка композиторів України.
Фестиваль проводиться щорічно в м. Києві наприкінці вересня — початку жовтня. Програму фестивалю складають переважно твори сучасних українських та зарубіжних композиторів. Концерти фестивалю проводяться в Колонному залі Національної філармонії України, Великому та Малому залі НМАУ, Будинку органної музики, Будинку вчених, інших залах. У фестивалі беруть участь українські та зарубіжні музичні колективи.
Перший фестиваль «Київ Музик Фест» відбувся в 1990 р. Ініціатором та музичним директором фестивалю з 1990 по 2001 р. був видатний український композитор Іван Карабиць. І. Карабицю вдалося знайти перших спонсорів фестивалю — «Закарпатський ліс банк», фонд міжнародних та національних фестивалів «Голосієве», фірма «Конвент» (Ужгород), асоціація «Дніпро», французька фармацевтична фірма «Упса» та інші, а також налагодити ефективну роботу прес-служби фестивалю. Як відзначає О. Гуркова, «Незважаючи на чітку організацію роботи з пресою, ніхто з тих хто писав про фестиваль, не відчував ніякого тиску. Писати можна було в будь-якій манері і навіть допускалася критика фестивальних заходів, виконавських інтерпретацій творів або організації програм концертів. Усе це сприяло створенню об'єктивної картини фестивалю як яскравої, розмаїтої творчої імпрези».
Після смерті І. Карабиця музичними директорами фестивалю були: 2002–2005 р. — Мирослав Скорик, 2006–2012 р. виконавчий директор — Іван Небесний, у 2013–2019 р.  художній керівник фестивалю — Мирослав Скорик, з 2020 р. — Ігор Щербаков.
33-й фестиваль пройшов у Києві восени 2022 року, під час війни. Окрім традиційних для «Київ Музик Фесту» заходів, були відзначені дві визначні ювілейні дати року — 80-річчя Євгена Станковича і 85-річчя Валентина Сильвестрова.